# 26417 Michaelgord
26417 Michaelgord è un asteroide della fascia principale. Scoperto nel 1999, presenta un'orbita caratterizzata da un semiasse maggiore pari a 2,2561107 UA e da un'eccentricità di 0,0584424, inclinata di 6,08112° rispetto all'eclittica.